# Storbrändön
Storbrändön est une île de l'embouchure du fleuve Luleälven à Luleå en Suède.

## Présentation
Storbrändön est une île de l'archipel de Luleå située au sud de l'île de  Långön et à l'ouest de l'île de Kluntarna. 
Storbrändön est à 12 kilometres au sud-est du centre-ville de Luleå.
Storbrändön a une superficie de 10,06 kilomètres carrés.
Sur la rive nord de l'île se trouve le village de Storbrändön, habité depuis des centaines d'années. 
Au maximum, une quarantaine de personnes y habitait au début du XXème siècle.
Même en 2012, il y avait deux pêcheurs actifs sur l'île et un total de cinq résidents permanents formant  trois familles. 
En août 2021, 12 personnes de plus de 16 ans vivaient dans l'île, à quoi s'ajoutent une vingtaine de familles durant d'été. 
Le village de Storbrändön fait partie, avec le port de pêche et les prairies environnantes, d'un programme de conservation des paysages agricoles. 
La moitié de l'île est constituée de landes avec plusieurs zones de marais ainsi que de petits étangs et marécages. Le Sanduddmyren, dans la partie nord de l'île, abrite une flore de tourbière intéressante avec plusieurs espèces rares.

## Accès
Près du village se trouve un port abrité  
L'eau environnante est peu profonde, mais avec des petits bateaux , il est possible d'accoster sur certaines plages dans le détroit de Brändö ou à Storsanden sur la côte sud.
En hiver, l'île est accessible par une route de glace, la plus longue de Suède avec 15 kilomètres.
Elle s'étend de Hindersöstallarna sur le continent jusqu'aux îles de Hindersön, StorBrändön et Långön. Normalement, la route de glace est ouverte de janvier à avril. 
Des restrictions de poids des véhicules s'appliquent.